# Córka albo syn
Córka albo syn – polski film obyczajowy z 1979 roku w reżyserii Radosława Piwowarskiego.
Zdjęcia do filmu kręcono w Łodzi.

## Opis fabuły
Trzydziestoletni Piotr Płaksin (Eugeniusz Priwieziencew) jest kawalerem, który utrzymuje się z prac dorywczych i żyje marzeniami o wyprawie na Wyspy Wielkanocne, gdzie popłynie zbudowanym przez siebie jachtem. Pewnego dnia dowiaduje się, że został ojcem, co stawia go przed koniecznością dokonania wyboru. Nie znajdując siły na podjęcie tej ostatecznej decyzji, Piotr wyjeżdża na prowincję do rodziców, gdzie nie bywał od wielu lat. Tam także miota się, nie mogąc samodzielnie rozwiązać swoich problemów oraz uporządkować własnego życia – i nie jest w stanie pomóc też innym. Osobiste porażki, utwierdzają go w przekonaniu, że nie można uciec przed odpowiedzialniością, więc odnajduje szpital, w którym urodziło się jego dziecko i przyznaje się do ojcostwa.

## Informacje dodatkowe
Jeden z najlepszych polskich filmów 1979 roku – tak pisano po premierze drugiego, kinowego dokonania Radosława Piwowarskiego. 
Krytycy chwalili między innymi dojrzałość reżysera i przenikliwe, przejmujące studium psychologiczne mężczyzny – dziecka. Na tym wszakże pozytywne opinie się nie kończyły, zaś krytycy filmowi podkreślali podkreślali, iż reżyser, ten jakby nie było moralizatorski zamysł, uwierzytelnia w sposób przekonujący i bez dozy natrętności, obudowując sytuacje i występujące tutaj postacie, mnóstwem realistycznych szczegółów przy tym bez zamiaru pouczania kogokolwiek i moralizatorskiego piętnowania ludzkich wyborów i postaw. Chodzi mu tylko o zadumanie się nad powszechnym zjawiskiem niedorastania do dorosłości, niedojrzałości emocjonalnej i braku odpowiedzialności za swoje czyny. Znakomite recenzje zebrał także Eugeniusz Priwiezencew za rolę Piotra Płaksina – trzydziestoletniego „chłopca”, będącego skrzyżowaniem nieszczęśliwego, smutnego dziecka, charakterystycznego dla twórczości Marii Konopnickiej z bohaterem Ferdydurke, autorstwa Witolda Gombrowicza, czy główny bohater z filmu Johna Schlesingera pt. Billy kłamca – dla którego również rzeczywistość jawiła się jako więzienie, zaś ucieczka w świat marzeń, stanowi swoistą oazę wolności i szczęścia.

## Obsada
- Eugeniusz Priwieziencew – Piotr Płaksin
- Jadwiga Walewska – matka Piotra
- Roman Stankiewicz – ojciec Piotra
- Joanna Pacuła – Irena, siostra Piotra
- Ryszard Dreger – Jędrek, wynajmujący mieszkanie od Piotra
- Lena Wilczyńska – dozorczyni Millerowa
- Stanisław Brudny – sąsiad Władysław Woźniak
- Janina Tur – sąsiadka Woźniakowa
- Mirosława Marcheluk – pielęgniarka
- Maria Wawszczyk – kierowniczka sklepu
- Barbara Dzido-Lelińska – aptekarka
- Piotr Stefaniak – Maciek, przyjaciel Piotra
- Barbara Janicka – Basia, żona Juliusza
- Juliusz Janicki – Juliusz, przyjaciel Piotra
- Tadeusz Teodorczyk – szkutnik
- Zenona Kudanowicz – babcia Marioli i Beaty
- Monika Grzybowska – Beata, siostra Marioli
- Anna Ochocka – Hania, siostrzenica Piotra
- Karina Piwowarska – Ania, siostrzenica Piotra
- Tarik Ali Hassan – Józio, siostrzeniec Piotra
- Bartosz Prokopowicz – Stasio, siostrzeniec Piotra

## Nagrody
- Ekran
  - Złote Ekrany (1980): Radosław Piwowarski za scenariusz i reżyserię
- Festiwal Polskiej Twórczości Telewizyjnej
  - Nagroda jury (1980): Radosław Piwowarski za scenariusz filmu